# Ballon-Saint Mars
Ballon-Saint Mars is een gemeente in het Franse departement Sarthe (regio Pays de la Loire). De plaats maakt deel uit van het arrondissement Le Mans. Ballon-Saint Mars is op 1 januari 2016 ontstaan door de fusie van de gemeenten Ballon en Saint-Mars-sous-Ballon. De gemeente telde 2.270 inwoners op 1 januari 2022.

## Geografie
De oppervlakte van Ballon-Saint Mars bedroeg op 1 januari 2022 31,61 vierkante kilometer; de bevolkingsdichtheid was toen 71,8 inwoners per km².

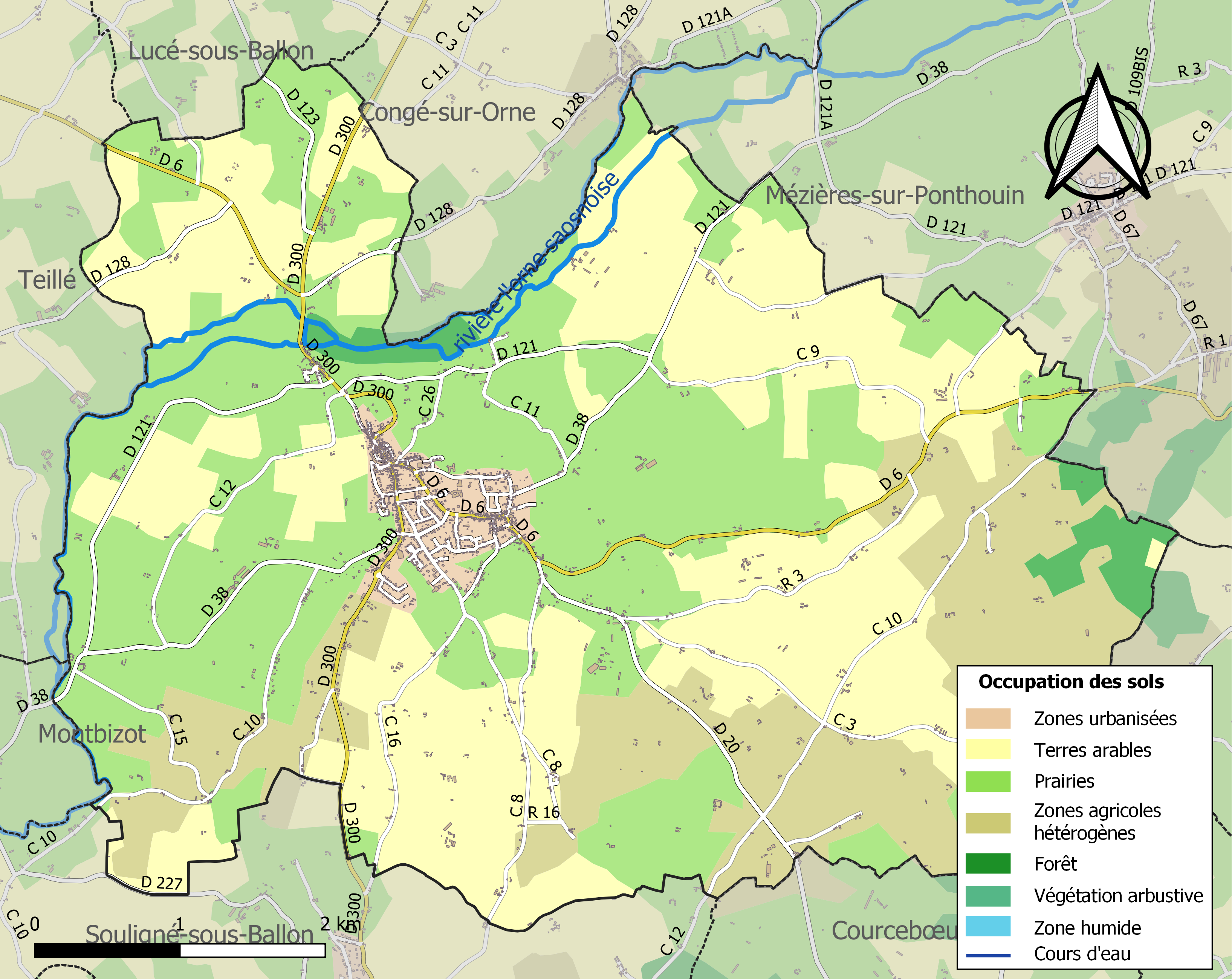
Kaart van de gemeente met de belangrijkste infrastructuur, bodemgebruik en omliggende gemeenten